# 肖严湖
肖严湖是一个位于中国安徽省六安市的淡水湖，面积约为2.17平方千米，属于淮河区。它的一级流域为淮河流域，二级流域为淮河干流水系。